# Cândido Rondon
Cândido Mariano da Silva Rondon (5. května 1865 Mato Grosso – 19. ledna 1958 Rio de Janeiro) byl maršál brazilské armády, který prozkoumal odlehlé oblasti brazilského vnitrozemí.
Po matce pocházel z kmene Bororů. V roce 1881 vstoupil do armády a podílel se na svržení císaře Pedra II. Vystudoval matematiku a přírodní vědy na Escola Superior de Guerra v Rio de Janeiro a v roce 1890 byl vyslán na stavbu telegrafního vedení do státu Mato Grosso, později také dohlížel na stavbu silnice z Rio de Janeira do města Cuiabá. Podařilo se mu zmapovat odlehlé pralesní oblasti a navázat kontakt s místními domorodci. V roce 1910 stál u založení Společnosti na ochranu indiánů (Serviço de Proteção aos Índios). V letech 1913 a 1914 se zúčastnil výpravy bývalého amerického prezidenta Theodore Roosevelta do oblasti Rio da Dúvida (dnešní Rio Roosevelt). Po návratu z cest se stal předsedou brazilské telegrafní komise.
Hlásil se k Pozitivistické církvi. Odmítal rasismus a podporoval kampaň bratří Villas-Bôasových za práva domorodců v Amazonii. Brazilská vláda mu udělila Kolumbův řád a krátce před smrtí byl nominován na Nobelovu cenu za mír.
Den jeho narození je v Brazílii slaven jako Den telekomunikací. V roce 1956 byl po něm pojmenován spolkový stát Rondônia. Také se po něm jmenuje město Rondonópolis, druh opice Mico rondoni a rod plazů Rondonops.